# Tombusviridae
Tombusviridae és una família de virus de les plantes. Són del tipus ARN monocatenari +. El nom deriva de l'espècie tipus del gènere Tombusvirus genus, Tomato bushy stunt virus (TBSV). Segons la Classificació Baltimore, formen part del supergrup luteoviridae.
Els virus d'aquesta família principalment es transmeten pel sòl actuant uns fongs de l'ordre Chytridiales,com a vectors en altres casos no es coneix el vector. Els virions es poden estendre per l'aigua, creixement de les arrels i sòls infectats, contactes entre plantes pol·len o llavors segons siguin les espècies de virus. També es transmeten per empelt o inoculació mecànica.

## Taxonomia
- Gèneres Aureusvirus; espècie tipus: Pothos latent virus
- Gèneres Avenavirus; espècie tipus: Oat chlorotic stunt virus
- Gèneres Carmovirus; espècie tipus: Carnation mottle virus
- Gèneres Dianthovirus; espècie tipus: Carnation ringspot virus
- Gèneres Machlomovirus; espècie tipus : Maize chlorotic mottle virus
- Gèneres Necrovirus; espècie tipus: Tobacco necrosis virus A
- Gèneres Panicovirus; espècie tipus: Panicum mosaic virus
- Gèneres Tombusvirus; espècie tipus: Tomato bushy stunt virus